# مینوس ۶۲۳۹
سیارک ۶۲۳۹ (به انگلیسی: 6239 Minos، نامگذاری:1989QF) شش هزار و دویست و سی و نهمین سیارک کشف شده‌است که در ۳۱ اوت ۱۹۸۹ کشف شد.
قدر مطلق سیارک برابر ۱۷٫۹۰ است.